# World Warriors Fighting Championship (WWFC)
World Warriors Fighting Championship (WWFC) — міжнародна спортивна організація, яка проводить бої по мішаних бойових мистецтвах (ММА) серед професіоналів. Заснована у 2013 році. Головний офіс у Києві, Україна.
За даними незалежного статистичного порталу Fight Matrix, серед ММА-організацій ліга WWFC займає 13 місце з 500 в світі.
Засновник і президент - Володимир Тесля.
Віце-президент - Денис Перч.

## Історія

### Турніри
Перший турнір WWFC — Cage Encounter — відбувся 14 червня 2014 року в Кишиневі (Молдова). У 2014 році ліга організувала 4 турніри, в 2015 і 2016 роках — по 6 турнірів, в 2017 — 14 турнірів, станом на жовтень 2018 року — 9 турнірів.
WWFC провела 39 турнірів, в тому числі 12 основних номерних івентів і турніри серії Road to WWFC, Ukraine Selection і Warriors Honor. Заходи організації проходили в Україні, Франції, Люксембурзі та Молдові.
27 вересня 2017 року на турнірі WWFC 8 було встановлено рекорд відвідуваності київського Палацу спорту для спортивних заходів аналогічної спрямованості — 8 000 глядачів.

### Road to WWFC
Турніри серії Road to WWFC — регіональні змагання з метою пошуку і підготовки молодих талановитих бійців для подальшої участі в номерних турнірах ліги.

### Номерні турніри WWFC
| №  | Назва турніру                                     | Дата                 | Місце                                             | Main Event                                                 | Титульні поєдинки |
| -- | ------------------------------------------------- | -------------------- | ------------------------------------------------- | ---------------------------------------------------------- | --- |
| 15 | WWFC 15 — World Warriors Fighting Championship    | 28 вересня 2019 року | Палац спорту (Київ, Україна)                      | Світлана Гоцик (Україна) — Магдалена Сормова (Чехія) 2     | Світлана Гоцик (Україна) — Магдалена Сормова (Чехія) 2 |
| 14 | WWFC 14 — World Warriors Fighting Championship    | 2 березня 2019 року  | Палац спорту (Київ, Україна)                      | Теймур Рагімов (Україна) — Блейн Одрісколл (Ірландія)      | Єва Дорт (Франція) — Магдалена Сормова (Чехія) Михаїл Одінцов (Білорусь) — Паата Тщапелія (Грузія) Теймур Рагімов (Україна) — Блейн Одрісколл (Ірландія)              |
| 13 | WWFC 13 — World Warriors Fighting Championship    | 15 грудня 2018 року  | Палац спорту (Київ, Україна)                      | Роман Долідзе (Україна/Грузія) — Міхал Пастернак (Польща)  | Роман Долідзе (Україна/Грузія) — Міхал Пастернак (Польща) |
| 12 | WWFC 12 — World Warriors Fighting Championship    | 29 вересня 2018 року | Палац спорту (Київ, Україна)                      | Сергій Співак (Україна) — Тоні Лопез (США)                 | Сергій Співак (Україна) — Тоні Лопез (США) Михаїл Котруце (Молдова) — Арбер Мураті (Албанія) Теймур Рагімов (Україна) — Олександр Барабаш (Україна)                   |
| 11 | WWFC 11 — World Warriors Fighting Championship 11 | 16 червня 2018 року  | Палац спорту (Київ, Україна)                      | Магдалена Сормова (Чехія) — Світлана Гоцик (Україна)       | Магдалена Сормова (Чехія) — Світлана Гоцик (Україна) Сергій Гузєв (Україна) — Вагнер Сілва Гомез (Бразилія) Роман Долідзе (Україна/Грузія) — Эдер Де Соуза (Бразилія) |
| 10 | WWFC 10 — World Warriors Fighting Championship 10 | 24 березня 2018 року | Палац спорту (Київ, Україна)                      | Сергій Співак (Україна) — Іво Кук (Хорватія)               | Сергій Співак (Україна) — Іво Кук (Хорватія) Хасан Асхабов (Люксембург) — Михаїл Одинцов (Білорусь) Хусейн Асхабов (Люксембург) — Еділсон Тейшейра (Бразилія)         |
| 9  | WWFC — Cage Encounter 9                           | 14 грудня 2017 року  | Палац спорту (Київ, Україна)                      | Світлана Гоцик (Україна) — Симона Сукупова (Чехія)         | Світлана Гоцик (Україна) — Симона Сукупова (Чехія) |
| 8  | WWFC — Cage Encounter 8                           | 27 вересня 2017 року | Палац спорту (Київ, Україна)                      | Сергей Гузєв (Україна) — Леандро Біспо (Бразилія)          | Сергій Гузєв (Україна) — Леандро Біспо (Бразилія) Хасан Асхабов (Люксембург) — Драган Пешич (Сербія)                                                                  |
| 7  | WWFC — Cage Encounter 7                           | 14 червня 2017 року  | Палац спорту (Київ, Україна)                      | Сергій Співак (Україна) — Тревіс Фултон (США)              | Сергій Співак (Україна) — Тревіс Фултон (США) Світлана Гоцик (Україна) – Саманта Жан-Франсуа (Франція)                                                                |
| 6  | WWFC — Cage Encounter 6                           | 29 березня 2017 року | Палац спорту (Київ, Україна)                      | Хасан Асхабов (Люксембург) — Гірам Родрігез (Нідерланди)   | - |
| 5  | WWFC — Cage Encounter 5                           | 17 грудня 2016 року  | Палац спорту (Київ, Україна)                      | Енді Янг (Північна Ірландія) — Олександр Барабаш (Україна) | Енді Янг (Північна Ірландія) — Олександр Барабаш (Україна) |
| 4  | WWFC — Cage Encounter 4                           | 19 вересня 2015 року | Cirque d'Hiver (Париж, Франція)                   | Карл Амуссу (Франція) — Флоран Беторангаль (Франція)       | - |
| 3  | WWFC — Cage Encounter 3                           | 4 квітня 2015 року   | Палац спорту (Київ, Україна)                      | Хасан Асхабов (Люксембург) — Демиєн Лапілус (Франція)      | - |
| 2  | WWFC — Cage Encounter 2                           | 13 грудня 2014 року  | Fitness & Wellness Club Alexia (Кишинів, Молдова) | Іон Куцелаба (Молдова) — Ізидор Бунеа (Румунія)            | - |
| 1  | WWFC — Cage Encounter 1                           | 14 червня 2014 року  | Manej Arena (Кишинів, Молдова)                    | Василь Федорич (Україна) — Влад Поповський (Молдова)       | - |

## Правила
Турніри під егідою WWFC проходять за уніфікованими правилами ММА. Кожен раунд в WWFC триває п'ять хвилин. Нетитульні поєдинки складаються з трьох раундів, а чемпіонські — з п'яти. Між кожним раундом передбачено хвилинну перерву. Поєдинки проходять в гексагоні, клітці-шестикутнику.

## Вагові категорії
| Мінімальна вага   | Strawweight       | 52,2 кг / 115 фунтів  |
| Легесенька вага   | Flyweight         | 56,7 кг / 125 фунтів  |
| Легенька вага     | Bantamweight      | 61,2 кг / 135 фунтів  |
| Напівлегка вага   | Featherweight     | 65,8 кг / 145 фунтів  |
| Легка вага        | Lightweight       | 70,3 кг / 155 фунтів  |
| Напівсередня вага | Welterweight      | 77,1 кг / 170 фунтів  |
| Середня вага      | Middleweight      | 83,9 кг / 185 фунтів  |
| Напівтяжка вага   | Light heavyweight | 93 кг / 205 фунтів    |
| Тяжка вага        | Heavyweight       | 120,2 кг / 265 фунтів |

## Діючі чемпіони
| Вагова категорія  | Вага     | Спортсмен         | Прізвисько | Країна   | Win - Loss - Draw | Fightmatrix Rank |
| Мінімальна вага   | 52,2 кг  | Магдалена Сормова | -          | Чехія    | 7-1-0             | 27               |
| Легесенька вага   | 56,7 кг  | Блейн Одрісколл   | -          | Ірландія | 7-2-0             | 77               |
| Легенька вага     | 61,2 кг  | Вакантне          | -          | -        | -                 | -                |
| Напівлека вага    | 65,8 кг  | Вакантне          | -          | -        | -                 | -                |
| Легка вага        | 70,3 кг  | Вакантне          | -          | -        | -                 | -                |
| Напівсередня вага | 77,1 кг  | Михай Котруце     | -          | Молдова  | 11-1-0            | 222              |
| Середня вага      | 83,9 кг  | Сергій Гузєв      | -          | Україна  | 19-3-0            | 93               |
| Напівтяжка вага   | 93 кг    | Вакантне          | -          | -        | -                 | -                |
| Тяжка вага        | 120,2 кг | Вакантне          | -          | -        | -                 | -                |